# محمد بن عبد القادر
محمد بن عبد القادر (15 أبريل 1961، تطوان) سياسي مغربي، ينتمي لحزب الاتحاد الاشتراكي للقوات الشعبية، عين في أبريل 2017 وزيرا منتدبا لدى رئيس الحكومة مكلف بإصلاح الإدارة والوظيفة العمومية في حكومة العثماني الأولى. وبتاريخ 9 أكتوبر 2019 أصبح يشغل منصب وزير العدل في حكومة العثماني الثانية.

## مسيرته
من مواليد 15 أبريل 1961 بتطوان، حصل على الإجازة في الفلسفة من كلية الآداب والعلوم الإنسانية بالرباط، وماستر في علوم الاتصال والإعلام من الكلية ذاتها، وماستر في الدراسات الدبلوماسية المعمقة من كلية الحقوق بالرباط، وعلى شهادة التخصص للسلك الدولي «التفاوض الدولي» من المدرسة الوطنية للإدارة بباريس.
عمل بنعبد القادر مفتشا ممتازا بوزارة التربية الوطنية، كما شغل عدة مناصب كرئيس ديوان وزير إعداد التراب الوطني والماء والبيئة (2002-2007)، ومكلفا بالدراسات لدى وزير التربية الوطنية (2008-2009).
واشتغل كذلك كاتبا عاما للجنة الوطنية المغربية للعلوم والثقافة وعضوا للمجلس التنفيدي لمنظمة الايسيسكو، وقد تم تعيينه سنة 2009 مديرا للتعاون الدولي والتعليم الخاص بوزارة التربية الوطنية.
كما يعتبر محمد بن عبد القادر من النشطاء الحقوقيين، اذ سبق له أن تحمل المسؤولية في المكتب الوطني للمنظمة المغربية لحقوق الإنسان، ومنسقا وطنيا لمشروع الوقاية التربوية من التطرف العنيف، كما شغل مسؤولية رئيس القطب التربوي في إطار عمل الأمم المتحدة للمساعدات الانمائية بالمغرب، ومندوبا لمنظمة وزراء التربية للبلدان الناطقة جزئيا أو كليا بالفرنسية. 